# 廷加群島
廷加群島是印度尼西亞的群島，位於小巽他群島以北的弗洛勒斯海，分佈於松巴哇島坦博拉火山的北面，屬於薩巴拉納群島西南部的一部分。行政上由庞卡杰內和群岛县管理。